# Burgundské vévodství
Burgundské vévodství (francouzsky Duché de Bourgogne, latinsky Ducatus Burgundiae) bylo středověké vévodství existující na východě dnešní Francie v letech 918–1482. Na východě sousedilo s Burgundským hrabstvím, které náleželo ke Svaté říši římské. Na západě s Francouzským královstvím. Burgundský vévoda měl titul pair. V roce 1482 Burgundské vévodství připadlo Francii a bylo přeměněno na provincii, čímž vévodství zaniklo. Dnes se na velké části území bývalého vévodství rozkládá francouzský region Burgundsko.

## Historie

Burgundsko před francouzskou revolucí

K formálnímu sjednocení obou zemí, vévodství a hrabství, došlo až roku 1384 za vlády vedlejší burgundské linie dynastie Valois a vznikla tak personální unie burgundsko-vlámských států, nazývaná dnes Valoiské Burgundsko. V této době dosáhlo Burgundsko vrcholu své moci a začalo usilovat o nezávislost na Francii vytvořením vlastního království. K tomu však nedošlo, protože po smrti vévody Karla Smělého roku 1477 v bitvě u Nancy se svaz začal hroutit. Jeho dcera Marie se po otcové smrti stala burgundskou vévodkyní a podle dohody se provdala za císařova syna Maximiliána Habsburského. Po její předčasné smrti připadlo burgundské vévodství Francii a Habsburkům zůstaly především burgundská hrabství a nizozemské provincie. Burgundské vévodství zaniklo přeměněním v provincii Francie.

## Symbolika

znak:
vévodové z Burgundské dynastie[p. 1]
znak Karla Smělého
burgundští vévodové dynastie Valois

vlajka, prapor:
stará vlajka v době Burgundské dynastie
vlajka v době vévodů dynastie Valois
vojenský prapor později převzatý nizozemskými i španělskými vojsky[p. 2]